# Legión de Voluntarios Franceses Contra el Bolchevismo
La Legión de Voluntarios franceses Contra el Bolchevismo (en francés: Légion des volontaires français contre le bolchévisme, oficialmente 638° Regimiento de Infantería o simplemente Légion des volontaires français, LVF) fue una milicia colaboracionista de la Francia de Vichy fundada el 8 de julio de 1941. Reunió a varios partidos colaboracionistas, incluido el Mouvement Franciste de Marcel Bucard, el Rassemblement National Populaire de Marcel Déat, el Partido Popular Francés de Jacques Doriot, el Movimiento Social Revolucionario de Eugène Deloncle, el Partido Nacionalcolectivista Francés de Pierre Clémenti y la Liga Francesa de Pierre Costantini. No tenía ningún vínculo formal con el régimen de Vichy, a pesar de que el gobierno de Pierre Laval lo reconoció como una "asociación de utilidad pública" en febrero de 1943. Philippe Pétain, jefe de Estado de la Francia de Vichy, desaprobaba personalmente a los franceses que vestían uniformes alemanes y nunca fue más allá de las palabras individuales e informales de apoyo a algunos oficiales específicos.
Se ofreció para luchar contra la Unión Soviética en el Frente Oriental. Fue oficialmente conocido por su designación alemana, el 638.º Regimiento de Infantería (Infanterieregiment 638).

## Formación
La Legión de Voluntarios Franceses estaba compuesta principalmente por franceses de derecha y prisioneros de guerra franceses;este último prefería combatir al trabajo forzado en la Alemania nazi. Muchos rusos que huyeron de la Revolución Bolchevique (1917–1922) y que se inscribieron en la Légion Étrangère (Legión Extranjera) se unieron a la LVF. Creada en 1941, la LVF recibió 13.400 solicitantes, pero muchos fueron eliminados y sólo 5.800 fueron colocados en las listas.
La LVF, mientras que en Francia llevaba un uniforme de color caqui del ejército francés, fuera de Francia usaba el uniforme estándar del ejército alemán con un las letras LVF en el brazo superior derecho con los colores de la bandera francesa con la palabra Francia o LVF. Se usaron decoraciones alemanas y francesas.

## Historial de operaciones
En octubre de 1941, había dos batallones de 2.271 hombres que tenían 181 oficiales y un personal adicional de 35 oficiales alemanes. Lucharon contra el Ejército Rojo de la Unión Soviética como parte del contingente extranjero del ejército alemán. Fueron enviados a combate cerca de Moscú en noviembre de 1941 como parte de la 7.ª División de Infantería. La LVF perdió a la mitad de sus hombres en acción o por congelación. En 1942, los hombres fueron asignados a operaciones de seguridad de retaguardia en la RSS de Bielorrusia (Bielorrusia). Al mismo tiempo, se formó otra unidad en Francia, La Légion Tricolore (Legión Tricolor), pero esta unidad fue absorbida por la LVF seis meses después.
Durante la primavera de 1942, la LVF se reorganizó con solo el 1.º y 3.º batallones. El comandante francés de la LVF, el coronel Roger Labonne, fue relevado a mediados de 1942, y la unidad estuvo adscrita a varias divisiones alemanas hasta junio de 1943, cuando el coronel Edgar Puaud tomó el mando. Los dos batallones independientes se unieron nuevamente en un solo regimiento y continuaron luchando contra los partisanos en Ucrania. A principios de 1944, la unidad participó nuevamente en operaciones de seguridad en retaguardia. En junio de 1944, cuando el frente del Grupo de Ejércitos Centro colapsó bajo la ofensiva de verano del Ejército Rojo, la LVF se unió al 4.º Regimiento SS Polizei y luchó en una acción dilatoria.
Una nueva campaña de reclutamiento en la Francia de Vichy atrajo a 3.000 solicitantes, en su mayoría miembros de milicias colaboracionistas y estudiantes universitarios. La nueva formación se conocía como la 8.ª Sturmbrigade SS de Voluntarios Franceses. El 1 de septiembre de 1944, la Legión de Voluntarios franceses se disolvió oficialmente. Una nueva unidad, la Waffen-Grenadier-Brigade der SS "Charlemagne", se formó a partir de los restos de la LVF y la Sturmbrigade francesa, que también se disolvió. En febrero de 1945, la Waffen-Grenadier-Brigade fue ascendida oficialmente a división y se convirtió en la 33.ª División de Granaderos SS Voluntarios Charlemagne. En ese momento tenía una fuerza de 7.340 hombres. Los miembros de la División SS Charlemagne participaron en la Batalla en Berlín. Reducidos a aproximadamente treinta hombres, la mayoría de los hombres franceses de las SS se rindieron cerca del ferrocarril rojo de Potsdamer ante el Ejército Rojo.

## Uniforme
Los voluntarios franceses vestían uniformes alemanes del Heer. Pero, a excepción de los otros voluntarios extranjeros, a los franceses se les permitió usar sus colores nacionales en la manga derecha y en el casco.

## Canto
En la Francia de Vichy los miembros de la Legión de Voluntarios Franceses Contra el Bolchevismo cantaron:[cita requerida]
| Versión original en francés | Traducción española |
| --- | --- |
| Nous châtierons les juifs et les marxistes, Nous vengerons nos frères tués par eux, afin que l'idéal nacional-socialista puisse être un jour fier et victorieux. | Heriremos a los judíos y a los marxistas, Vengaremos a nuestros hermanos asesinados por ellos, Para que el ideal nacionalsocialista debiera algún día estar orgulloso y victorioso. |

## Traspaso a las Waffen-SS
En julio de 1944, Heinrich Himmler ordena el desmantelamiento de la LVF. Su intención es integrar a sus miembros y, de manera general, a todos los voluntarios extranjeros en Waffen-SS, que ya incluían a varios voluntarios franceses desde el 23 de julio de 1945. La disolución oficial de la LVF se pronunció el 1 de septiembre de 1944. El Capellán General Jean Mayol de Lupé intervino para apaciguar las preocupaciones de los legionarios sobre la integración en las Waffen-SS.
La mayoría de los 1.200 sobrevivientes de la LVF se agrupan con los sobrevivientes de otras unidades auxiliares de la Wehrmacht en la División Charlemagne que sería prácticamente destruida a principios de 1945 (combates de Pomerania).
Irónicamente, el LVF luchó particularmente duro frente a Danzig, seis años después de que el futuro líder colaboracionista Marcel Déat instó a sus compatriotas a no "morir por Danzig". Del mismo modo, las Waffen-SS francesas se enfrentaron a las tropas antifascistas alemanas formadas en la URSS: era un símbolo de cuánto en la Segunda Guerra Mundial el conflicto ideológico sin precedentes prevaleció sobre la dimensión clásica de confrontación entre naciones.
Algunos franceses ex-LVF (incluido Eugene Vaulot) seguirán estando entre los últimos defensores del búnker de Hitler en Berlín, a fines de abril - principios de mayo de 1945 contra el Ejército Rojo. Estos soldados franceses se encontraban entre los últimos defensores de Berlín junto a los escandinavos, Waffen-SS y voluntarios de las Juventudes Hitlerianas, dentro del Batallón de Carlomagno.

## Posguerra
Hasta 1990, el gobierno alemán pagó las pensiones a los veteranos franceses de la división SS Carlomagno.
Uno de los últimos combatientes franceses en uniforme alemán, Henri Fenet, un comandante de batallón, murió en septiembre de 2002. Había recibido la Cruz de Caballero de la Cruz de Hierro, decoración alemana llevando la esvástica, en abril de 1945.